# Acanthopagrus schlegelii schlegelii
 Acanthopagrus schlegelii schlegelii és un peix teleosti de la família dels espàrids i de l'ordre dels perciformes. És un peix d'aigua marina i salabrosa, demersal i de clima subtropical (40°N-20°N). És inofensiu per als humans i apreciat com a trofeu entre els afeccionats a la pesca esportiva. Menja mol·luscs i poliquets i es reprodueix a la primavera i a l'estiu. Es troba al Pacífic nord-occidental: des del sud de Hokkaido (Japó).

## Descripció
- Pot arribar a fer 50 cm de llargària màxima[10] i 3.200 g de pes.[11]
- 11-12 espines i 11 radis tous a l'aleta dorsal i 3 espines i 8 radis tous a l'anal.[3]